# تاريخ سلالة هان الحاكمة

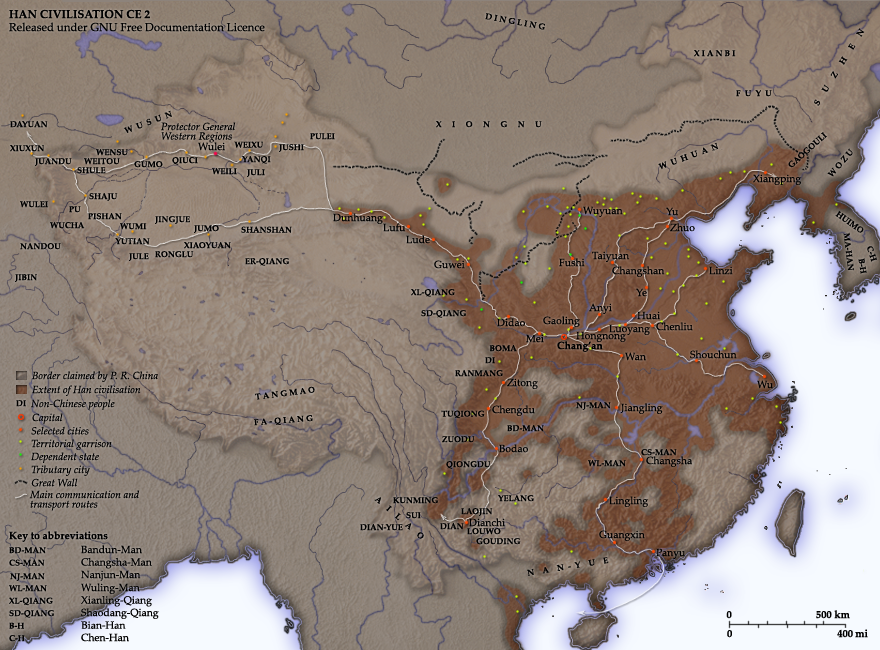
سلالة هان الحاكمة في 2 م (بالبني)

يعود الفضل في ظهور سلالة هان الحاكمة (206 قبل الميلاد إلى 220 بعد الميلاد) إلى قائد المتمردين القرويين ليو بانغ (الذي عُرف بعد وفاته بالإمبراطور غاوزو)، وتُعد السلالة الإمبراطورية الثانية في الصين، إذ تلت سلالة تشين الحاكمة (221-206 قبل الميلاد) التي وحدت الممالك المتحاربة في الصين عبر الغزو. قطع هذه الحقبة مرحلة وجيزة حكمت فيها سلالة شين (9-23 بعد الميلاد) بقيادة الإمبراطور وانغ مانغ، لينقسم حكم سلالة هان إلى فترتين: هان الغربية (206 قبل الميلاد إلى 9 بعد الميلاد) وهان الشرقية (25-220 بعد الميلاد). اشتُقّت هذه التسميات من موقع العاصمتين تشانغآن ولويانغ على الترتيب. كانت تزو تشانغ العاصمة الثالثة والأخيرة لسلالة هان، إذ انتقل إليها بلاط الحكم في فترة الاضطرابات السياسية والحرب الأهلية.
حكمت سلالة هان في حقبة رسخت فيها الثقافة والخبرة السياسية والازدهار والنضوج الاقتصادي والتقدم التكنولوجي. شهدت البلاد توسعًا غير مسبوق نتيجة صراعات مع شعوب غير صينية، أهمها شعوب شيونغنو البدوية التي قطنت السهوب الأوراسية. اضطر أباطرة سلالة هان بدايةً على الاعتراف بمنافسة تشان يو زعماء شعوب شينوغو، إلا أن عائلة هان كانت الطرف الأقل شأنًا في نظام دفع الجزية وتحالف الزواج المعروف باسم هيكين. خُرقت هذه المعاهدة عندما أطلق الإمبراطور وو من سلالة هان سلسلةً من الحملات العسكرية سببت في النهاية خلافًا بين اتحاد شعوب شينوغو وأعادت ترسيم حدود الصين.
توسعت مملكة هان لتضم ممر قانسو في مقاطعة قانسو وحوض تاريم في مقاطعة سنجان ويونان وهاينان وشمال فيتنام وكوريا الشمالية ومنغوليا الخارجية وفق تسميات العالم الحديث. أسس حكم سلالة هان علاقات تجاريةً وتبعيةً مع حكام في أقصى الغرب مثل الإمبراطورية الفرثية التي أرسل ملوك هان مبعوثين إلى مراكز حكمها في طيسفون و بلاد الرافدين. دخلت البوذية إلى الصين في أثناء حكم الهان، ودعا إليها مبشرون من فرثيا والإمبراطورية الكوشانية وشمال الهند وآسيا الوسطى.
تعرض البلاط الإمبراطوري لسلالة هان منذ البداية لتهديد مؤامرات الخيانة والتمرد من الممالك التابعة، التي نجحت في النهاية على يدي حكام أفراد عائلة ليو الملكية. بدايةً، أدارت النصف الشرقي من الإمبراطورية ممالك كبيرة شبه مستقلة تعهدت بالولاء وجزء من عائدات الضرائب لأباطرة هان، الذين حكموا بدورهم النصف الغربي بشكل مباشر من عاصمتهم شانغآن. بدأ البلاط الإمبراطوري بتطبيق إجراءات تدريجية لتقليص حجم وقوة هذه الممالك حتى فترة الإصلاح في منتصف القرن الثاني قبل الميلاد التي ألغت الحكم شبه المستقل وسلمت البلاط الإمبراطوري لمسؤولين من الحكومة المركزية.
شكلت القوة النامية لقبائل أقرباء الإمبراطورة ومخصيي القصر مصدر تقلب وخطر أكبر. في عام 92 بعد الميلاد، أثبت المخصيون أنفسهم للمرة الأولى في قضية خلافة الأباطرة، مسببين سلسلةً من الأزمات السياسية التي بلغت ذروتها عام 189 بعد الميلاد مع سقوط تمردهم ومذبحتهم في قصور لويانغ. شكلت هذه الحادثة بداية حقبة الحرب الأهلية نتيجة انقسام البلاد تحت قيادة أمراء حرب يتنافسون على السلطة. في نهاية الحرب عام 220 بعد الميلاد، قبل تساو بي ابن الملك والمستشار الإمبراطوري تنازل شيان آخر إمبراطور من سلالة هان عن الحكم، والذي يُعد مسؤولًا عن خسارة إمبراطورية الصين وفقًا لنظام دونغ زونغ شو (179-104 قبل الميلاد) الكوني الذي يربط مصير الحكومة الإمبراطورية بالجنة (تيان بالصينية) والعالم الطبيعي. بعد حقبة سلالة هان، انقسمت الصين إلى ثلاث ممالك: مملكة تساو واي ومملكة شو هان ومملكة وو الشرقية. توحدت هذه الممالك من جديد تحت ظل إمبراطورية واحدة بقيادة أسرة جين الحاكمة (266-420 بعد الميلاد).

## سقوط سلالة تشين ونزاع تشو-هان

### انهيار سلالة تشين
اتخذت سلالة زو (نحو 1050-256 قبل الميلاد) من ولاية تشين في الصين الغربية مركزًا لتربية الخيول ومنطقةً عازلةً لصد الجيوش البدوية لشعوب تشيرونغ وتشيانغ ودي. بعد هزيمة ست ولايات محاربة (هان وزو ووي وتشو ويان وتشي) بحلول عام 221 قبل الميلاد، وحد ينغ زينغ ملك تشين الصين تحت ظل إمبراطورية واحدة انقسمت إلى 36 قيادةً تتبع إدارة مركزية. بعد فرض سيطرته على أغلب الصين الداخلية، أكد هوانغ على عظمة مكانته بإطلاق لقب هوانغ دي على نفسه لأول مرة، والذي يعني الإمبراطور، ليُعرف تاليًا باسم تشين شي هوانغ (بمعنى أول إمبراطور في الصين). يتهم مؤرخو هذه الحقبة هان هوانغ باتباعه أساليب عنيفة للحفاظ على حكمه.
توفي تشي شي هوانغ وفاةً طبيعيةً عام 210 قبل الميلاد. في عام 209 قبل الميلاد، فشل ضابطا التجنيد شين شينغ و وو جوانغ مع 900 مجند في الوصول في الموعد المحدد، وتروي كتب التواريخ القياسية أن عقاب تشين على هذا التأخير قد يصل إلى الإعدام، وحتى يتجنب الضابطان هذه العقوبة، بدأا تمردًا ضد تشين عُرف بانتفاضة ديزيتشيانغ أو انتفاضة شين شينغ وو جوانغ، لكنها دُحرت على يدي الجنرال زانغ هان أحد قادة تشين عام 208 قبل الميلاد؛ واغتيل وو وشين بعد ذلك على يدي جنودهما.
تمرد آخرون بعد هذه الحادثة، من بينهم شيانغ يو (توفي نحو 202 قبل الميلاد) وعمه شيان ليانغ ورجال من عائلات رائدة من أرستقراطيي ولاية شو، وانضم إليهم ليو بانغ، رجل من أصل قروي ومشرف على المدانين في مقاطعة باي. نال مي تشين (حفيد هواي الأول ملك ولاية تشو) لقب هواي الثاني ملك ولاية تشو في مركز سلطته في بين تشنغ (مدينة شوزهو حاليًا) بدعم آل شيانغ، وشكلت باقي الممالك تحالفًا ضد تشين.
في عام 208 قبل الميلاد، قُتل شيانغ ليانغ في معركة مع زانغ هان، الذي أعقب ذلك بهجوم على واو تشي ملك زو في عاصمته هاندان، مجبرًا إياه على الفرار نحو مقاطعة جولو التي فرض زانغ الحصار عليها. قدمت ممالك تشو ويان وتشي لعون زو، وهزم شيانغ يو زانغ في جولو عام 207 قبل الميلاد مجبرًا إياه على الاستسلام.
عندما كان زانغ مشغولًا بمعركة جولو، أرسل الملك هواي الثاني ليو بانغ لاحتلال مركز منطقة غانزونغ التابع لسلالة تشين مع الموافقة على تعيين أول ضابط يحتل المنطقة ملكًا عليها. في أواخر 207 قبل الميلاد، قُتل زعيم المخصيين زاو غاو التابع لحاكم تشين زيينغ (الذي منح لنفسه اللقب المختصر ملك تشين) بعد تورطه في تدبير موت المستشار لي سي عام 208 قبل الميلاد وإمبراطور تشين الثاني تشين إير شي عام 207 قبل الميلاد. اكتسب ليو بانغ ولاء زيينغ وأمّن شيانيانغ عاصمة تشين، بعد أن أقنعه كبير المستشارين زانغ ليانغ (توفي نحو 189 قبل الميلاد) بعدم السماح لجنوده بنهب المدينة والحفاظ على كنوزها.